# Liste der Countys in Minnesota
Der US-amerikanische Bundesstaat Minnesota ist in 87 Countys eingeteilt. Die offizielle Abkürzung von Minnesota lautet MN, der FIPS-Code ist 27. Der FIPS-Code jedes einzelnen Countys beginnt also stets mit 27, an die die in der Tabelle angegebene dreistellige Zahl für jedes County angehängt wird.
Die in der Tabelle angegebenen Einwohnerzahlen basieren auf den Ergebnissen der Volkszählung im Jahr 2010.
| County            | FIPS-Code | County Seat         | Gründung | Ursprung                                                                    | Namensherkunft | Einwohner 2010 | Fläche     | Karte |
| ----------------- | --------- | ------------------- | -------- | --------------------------------------------------------------------------- | --- | -------------- | ---------- | ----- |
| Aitkin            | 001       | Aitkin              | 1857     | Pine County, Ramsey County                                                  | William Alexander Aitken (1785–1851), einer der ersten weißen Händler mit den Ojibwe                                                                 | 16.202         | 4.712 km²  |       |
| Anoka             | 003       | Anoka               | 1857     | Ramsey County                                                               | Lakota anokatanhan ‚beide Seiten‘ | 330.844        | 1.097 km²  |       |
| Becker            | 005       | Detroit Lakes       | 1858     | Cass County, Pembina County                                                 | George Loomis Becker (1829–1904), Senator in Minnesota und Bürgermeister von Saint Paul (1856–1857)                                                  | 32.504         | 3.394 km²  |       |
| Beltrami          | 007       | Bemidji             | 1866     | Indianerland sowie Itasca County, Pembina County, Polk County               | Giacomo Beltrami, italienischer Entdecker, erkundete den Oberlauf des Mississippi                                                                    | 44.442         | 6.489 km²  |       |
| Benton            | 009       | Foley               | 1849     | Eines der neun ursprünglichen Countys                                       | Thomas Hart Benton (1782–1858), US-Senator von Missouri (1821–1851)                                                                                  | 38.451         | 1.057 km²  |       |
| Big Stone         | 011       | Ortonville          | 1862     | Pierce County                                                               | Big Stone Lake, ein im County gelegener See | 5.269          | 1.287 km²  |       |
| Blue Earth        | 013       | Mankato             | 1853     | Indianerland, Dakota County                                                 | Der Blue Earth River durchfließt das County | 64.013         | 1.949 km²  |       |
| Brown             | 015       | New Ulm             | 1855     | Blue Earth County                                                           | Joseph R. Brown (1805–1870), Pionier und Abgeordneter im Minnesota-Territorium (1854–55)                                                             | 25.893         | 1.582 km²  |       |
| Carlton           | 017       | Carlton             | 1857     | Pine County, St. Louis County                                               | Rueben B. Carlton (1812–1863), Pionier und Senator in Minnesota (1857–1858)                                                                          | 35.386         | 2.228 km²  |       |
| Carver            | 019       | Chaska              | 1855     | Hennepin County, Sibley County                                              | Jonathan Carver (1710–1780), früher Entdecker und Kartograf des Mississippigebietes                                                                  | 91.042         | 925 km²    |       |
| Cass              | 021       | Walker              | 1851     | Dakota County, Pembina County, Mankahto County, Wahnata County              | Lewis Cass (1782–1866), US-Senator von Michigan (1845–1857) Außenminister der USA (1831–1836)                                                        | 28.567         | 5.226 km²  |       |
| Chippewa          | 023       | Montevideo          | 1870     | Pierce County, Davis County                                                 | Der Chippewa River durchfließt das County | 12.441         | 1.509 km²  |       |
| Chisago           | 025       | Center City         | 1851     | Washington County, Ramsey County                                            | Chisago Lake, ein im County gelegener See | 53.887         | 1.082 km²  |       |
| Clay              | 027       | Moorhead            | 1862     | Pembina County                                                              | Henry Clay (1777–1852), Politiker aus Kentucky und neunter Außenminister der USA (1825–1829)                                                         | 58.999         | 2.707 km²  |       |
| Clearwater        | 029       | Bagley              | 1902     | Beltrami County                                                             | Der Clearwater River durchfließt das County | 8.695          | 2.576 km²  |       |
| Cook              | 031       | Grand Marais        | 1874     | Lake County                                                                 | Michael Cook, Senator in Minnesota (1857–1862) | 5.176          | 3.757 km²  |       |
| Cottonwood        | 033       | Windom              | 1857     | Brown County                                                                | Der Cottonwood River durchfließt das County | 11.687         | 1.658 km²  |       |
| Crow Wing         | 035       | Brainerd            | 1857     | Ramsey County                                                               | Der Crow Wing River durchfließt das County | 62.500         | 2.581 km²  |       |
| Dakota            | 037       | Hastings            | 1849     | Eines der neun ursprünglichen Countys                                       | Indianerstamm der Dakota | 398.552        | 1.475 km²  |       |
| Dodge             | 039       | Mantorville         | 1855     | Rice County, Indianerland                                                   | Henry Dodge (1782–1867), erster Gouverneur des Wisconsin-Territoriums (1836–1841 und 1845–1848)                                                      | 20.087         | 1.138 km²  |       |
| Douglas           | 041       | Alexandria          | 1858     | Cass County, Pembina County                                                 | Stephen A. Douglas (1813–1861), US-Senator von Illinois (1847–1861), Präsidentschaftskandidat gegen Abraham Lincoln                                  | 36.009         | 1.643 km²  |       |
| Faribault         | 043       | Blue Earth          | 1855     | Blue Earth County                                                           | Jean-Baptiste Faribault (1775–1860), einer der ersten Siedler und Pelzhändler                                                                        | 14.553         | 1.848 km²  |       |
| Fillmore          | 045       | Preston             | 1853     | Wabasha County                                                              | Millard Fillmore (1800–1874), dreizehnter Präsident der USA (1850–1853)                                                                              | 20.866         | 2.231 km²  |       |
| Freeborn          | 047       | Albert Lea          | 1855     | Blue Earth County, Rice County                                              | William S. Freeborn (1816–1900), Abgeordneter im Minnesota-Territorium                                                                               | 31.255         | 1.833 km²  |       |
| Goodhue           | 049       | Red Wing            | 1853     | Wabasha County, Dakota County                                               | James Madison Goodhue (1810–1852), erster Zeitungsverleger in Minnesota                                                                              | 46.183         | 1.964 km²  |       |
| Grant             | 051       | Elbow Lake          | 1868     | Stevens County, Wilkin County, Traverse County                              | Ulysses S. Grant (1822–1885), General der United States Army und 18. Präsident der USA (1869–1877)                                                   | 6.018          | 1.415 km²  |       |
| Hennepin          | 053       | Minneapolis         | 1852     | Dakota County                                                               | Louis Hennepin (1626–1705), aus Belgien stammender Missionar und früher Erkunder des Gebietes um die heutigen Twin Cities                            | 1.152.425      | 1.442 km²  |       |
| Houston           | 055       | Caledonia           | 1854     | Fillmore County                                                             | Sam Houston (1793–1863), zweiter und vierter Präsident der Republik Texas (1836–1836 und 1841–1844) sowie siebenter Gouverneur von Texas (1859–1861) | 19.027         | 1.446 km²  |       |
| Hubbard           | 057       | Park Rapids         | 1883     | Cass County                                                                 | Lucius Frederick Hubbard (1836–1913), neunter Gouverneur von Minnesota (1882–1887)                                                                   | 20.428         | 2.389 km²  |       |
| Isanti            | 059       | Cambridge           | 1857     | Ramsey County                                                               | Name eines Unterstamms der Dakota | 37.816         | 1.137 km²  |       |
| Itasca            | 061       | Grand Rapids        | 1849     | Eines der neun ursprünglichen Countys                                       | Lake Itasca, Quellsee des Mississippi River | 45.058         | 6.902 km²  |       |
| Jackson           | 063       | Jackson             | 1857     | Brown County                                                                | Henry Jackson, Abgeordneter im Minnesota-Territorium                                                                                                 | 10.266         | 1.817 km²  |       |
| Kanabec           | 065       | Mora                | 1858     | Pine County                                                                 | Kan-a-bec-o-si-pi Qjibwe-Wort für Schlangenfluss (Snake River), der das County durchfließt                                                           | 16.239         | 1.360 km²  |       |
| Kandiyohi         | 067       | Willmar             | 1858     | Meeker County, Renville County, Pierce County, Davis County, Stearns County | Lakota kandi’ ‚Büffelfisch‘ + Lakota oh-hi’-yu ‚durchkommen‘                                                                                         | 42.239         | 2.062 km²  |       |
| Kittson           | 069       | Hallock             | 1879     | Pembina County                                                              | Norman Kittson (1814–1888), Geschäftsmann und Bürgermeister von Saint Paul (1858–1859)                                                               | 4.552          | 2.841 km²  |       |
| Koochiching       | 071       | International Falls | 1806     | Itasca County                                                               | Indianischer Ausdruck | 13.311         | 8.035 km²  |       |
| Lac qui Parle     | 073       | Madison             | 1863     | Redwood County                                                              | Lac qui Parle, See am Minnesota River | 7.259          | 1.981 km²  |       |
| Lake              | 075       | Two Harbors         | 1856     | Itasca County                                                               | Oberer See (Lake Superior), an den das County angrenzt                                                                                               | 10.866         | 5.437 km²  |       |
| Lake of the Woods | 077       | Baudette            | 1923     | Beltrami County                                                             | Lake of the Woods, See, an dessen Ufer das County angrenzt                                                                                           | 4.045          | 3.358 km²  |       |
| Le Sueur          | 079       | Le Center           | 1853     | Dakota County                                                               | Pierre-Charles Le Sueur (1657–1704), Pelzhändler und einer der ersten Erkunder des Gebiets um den Minnesota River                                    | 27.703         | 1.162 km²  |       |
| Lincoln           | 081       | Ivanhoe             | 1873     | Lyon County                                                                 | Abraham Lincoln (1809–1865), 16. Präsident der USA (1861–1865)                                                                                       | 5.896          | 1.391 km²  |       |
| Lyon              | 083       | Marshall            | 1871     | Redwood County                                                              | Nathaniel Lyon (1818–1861), General der Unionsarmee im Amerikanischen Bürgerkrieg fiel                                                               | 25.857         | 1.850 km²  |       |
| McLeod            | 085       | Glencoe             | 1856     | Carver County, Sibley County                                                | Martin McLeod, Abgeordneter im Minnesota-Territorium (1849–1856)                                                                                     | 36.651         | 1.274 km²  |       |
| Mahnomen          | 087       | Mahnomen            | 1906     | Norman County                                                               | Ojibwe-Wort für „Wilder Reis“ | 5.413          | 1.440 km²  |       |
| Marshall          | 089       | Warren              | 1879     | Kittson County                                                              | William Rainey Marshall (1825–1896), fünfter Gouverneur von Minnesota (1866–1870)                                                                    | 9.439          | 4.590 km²  |       |
| Martin            | 091       | Fairmont            | 1857     | Faribault County, Brown County                                              | Morgan Lewis Martin, US-Kongressabgeordneter aus dem Wisconsin-Territorium                                                                           | 20.840         | 1.837 km²  |       |
| Meeker            | 093       | Litchfield          | 1856     | Davis County                                                                | Bradley B. Meeker (1813–1873), Richter am Obersten Gericht des Minnesota-Territoriums (1849–1853)                                                    | 23.300         | 1.576 km²  |       |
| Mille Lacs        | 095       | Milaca              | 1857     | Ramsey County                                                               | Mille Lacs Lake, ein im County gelegener See | 26.097         | 1.488 km²  |       |
| Morrison          | 097       | Little Falls        | 1856     | Benton County                                                               | William und Allan Morrison, Pelzhandel treibende Brüder                                                                                              | 33.198         | 2.912 km²  |       |
| Mower             | 099       | Austin              | 1855     | Rice County                                                                 | John Edward Mower (1815–1879), Abgeordneter im Minnesota-Territorium in den 1850er-Jahren                                                            | 39.163         | 1.843 km²  |       |
| Murray            | 101       | Slayton             | 1857     | Brown County                                                                | William Pitt Murray (1825–1910), Abgeordneter im Minnesota-Territorium (1852–1855 und 1857)                                                          | 8.725          | 1.824 km²  |       |
| Nicollet          | 103       | Saint Peter         | 1853     | Dakota County                                                               | Joseph Nicolas Nicollet (1786–1843), früher Entdecker und Kartograf des Mississippi-Gebiets                                                          | 32.727         | 1.171 km²  |       |
| Nobles            | 105       | Worthington         | 1857     | Brown County                                                                | William H. Nobles, Abgeordneter im Minnesota-Territorium (1854 und 1856)                                                                             | 21.378         | 1.853 km²  |       |
| Norman            | 107       | Ada                 | 1881     | Polk County                                                                 | Die ersten norwegischen Siedler, auch „Normannen“ (engl.: „Normans“) genannt                                                                         | 6.852          | 2.270 km²  |       |
| Olmsted           | 109       | Rochester           | 1855     | Fillmore County, Wabasha County, Rice County                                | David Olmsted, der erste Bürgermeister von Saint Paul und Abgeordneter im Minnesota-Territorium (1849–1850)                                          | 144.248        | 1.691 km²  |       |
| Otter Tail        | 111       | Fergus Falls        | 1858     | Pembina County, Cass County                                                 | Otter Tail Lake, der größte See im County | 57.303         | 5.127 km²  |       |
| Pennington        | 113       | Thief River Falls   | 1910     | Red Lake County                                                             | Edmund Pennington (geb. 1848), Vorstand der Minneapolis, St. Paul and Sault Ste. Marie Railway                                                       | 13.930         | 1.597 km²  |       |
| Pine              | 115       | Pine City           | 1856     | Chisago County, Ramsey County                                               | Ausgedehnte Wälder mit Weymouth-Kiefer- und Red-Rine-Bestand                                                                                         | 29.750         | 3.655 km²  |       |
| Pipestone         | 117       | Pipestone           | 1857     | Brown County                                                                | Vorkommen des „Heiligen Pfeifensteins“ der Dakota | 9.596          | 1.207 km²  |       |
| Polk              | 119       | Crookston           | 1858     | Pembina County                                                              | James K. Polk (1795–1849), elfter Präsident der USA (1845–1849)                                                                                      | 31.600         | 5.103 km²  |       |
| Pope              | 121       | Glenwood            | 1862     | Pierce County, Cass County, Indianerland                                    | John Pope (1822–1892), General der US-Armee, kämpfte im Bürgerkrieg und beim Sioux-Aufstand 1862                                                     | 10.995         | 1.736 km²  |       |
| Ramsey            | 123       | Saint Paul          | 1849     | Eines der neun ursprünglichen Countys                                       | Alexander Ramsey (1815–1903), zweiter Gouverneur von Minnesota (1860–1863)                                                                           | 508.640        | 403 km²    |       |
| Red Lake          | 125       | Red Lake Falls      | 1896     | Polk County                                                                 | Der Red Lake River durchfließt das County | 4.089          | 1.120 km²  |       |
| Redwood           | 127       | Redwood Falls       | 1862     | Brown County                                                                | Der Redwood River durchfließt das County | 16.059         | 2.278 km²  |       |
| Renville          | 129       | Olivia              | 1855     | Nicollet County, Pierce County, Sibley County                               | Joseph Renville (1779–1846), Dolmetscher bei vielen Entdeckungsreisen nach dem Louisiana Purchase                                                    | 15.730         | 2.546 km²  |       |
| Rice              | 131       | Faribault           | 1853     | Dakota County, Wabasha County                                               | Henry Mower Rice (1816–1894), US-Senator von Minnesota (1858–1863)                                                                                   | 64.142         | 1.289 km²  |       |
| Rock              | 133       | Luverne             | 1857     | Brown County                                                                | Im County gelegenes Felsplateau | 9.687          | 1.250 km²  |       |
| Roseau            | 135       | Roseau              | 1894     | Kittson County, Beltrami County                                             | Der Roseau River durchfließt das County | 15.629         | 4.306 km²  |       |
| St. Louis         | 137       | Duluth              | 1855     | Itasca County, Newton County                                                | Der St. Louis River durchfließt das County | 200.226        | 16.123 km² |       |
| Scott             | 139       | Shakopee            | 1853     | Dakota County                                                               | General Winfield Scott (1786–1866) diente von 1808 bis 1861 in der US-Armee.                                                                         | 129.928        | 924 km²    |       |
| Sherburne         | 141       | Elk River           | 1856     | Benton County                                                               | Moses Sherburne (1813–1873), Richter am Obersten Gericht des Minnesota-Territoriums (1853–1857)                                                      | 88.499         | 1.130 km²  |       |
| Sibley            | 143       | Gaylord             | 1853     | Dakota County                                                               | Henry Hastings Sibley (1811–1891), erster Gouverneur von Minnesota (1858–1860)                                                                       | 15.226         | 1.525 km²  |       |
| Stearns           | 145       | St. Cloud           | 1855     | Cass County, Nicollet County, Pierce County, Sibley County                  | Charles Thomas Stearns (1814–1888), einer der ersten Siedler von St. Cloud und Abgeordneter in Minnesota (1849–1858)                                 | 150.642        | 3.482 km²  |       |
| Steele            | 147       | Owatonna            | 1855     | Rice County, Blue Earth County, Le Sueur County                             | Franklin Steele (1813–1880), früher Siedler bei Minneapolis, ließ einen Damm im Bereich der Saint-Anthony-Fälle anlegen                              | 36.576         | 1.113 km²  |       |
| Stevens           | 149       | Morris              | 1862     | Pierce County, Indianerland                                                 | Isaac Ingalls Stevens (1818–1862), erster Gouverneur des Washington-Territoriums (1853–1857)                                                         | 9.726          | 1.456 km²  |       |
| Swift             | 151       | Benson              | 1870     | Chippewa County                                                             | Henry Adoniram Swift (1823–1869), dritter Gouverneur von Minnesota (1863–1864)                                                                       | 9.783          | 1.926 km²  |       |
| Todd              | 153       | Long Prairie        | 1855     | Cass County                                                                 | John Blair Smith Todd, General im Amerikanischen Bürgerkrieg; Abgeordneter (1861 und 1863–65) im Dakota-Territorium                                  | 24.895         | 2.440 km²  |       |
| Traverse          | 155       | Wheaton             | 1862     | Pierce County, Indianerland                                                 | Lake Traverse, ein im County gelegener See | 3.558          | 1.487 km²  |       |
| Wabasha           | 157       | Wabasha             | 1849     | Eines der neun ursprünglichen Countys                                       | Wabasha III, Häuptling des Indianerstammes der Mdewakanton                                                                                           | 21.676         | 1.360 km²  |       |
| Wadena            | 159       | Wadena              | 1858     | Cass County, Todd County                                                    | Ojibwe-Wort für „kleiner runder Hügel“ | 13.843         | 1.386 km²  |       |
| Waseca            | 161       | Waseca              | 1857     | Steele County                                                               | Lakota-Wort für „reich und ergiebig“ | 19.136         | 1.096 km²  |       |
| Washington        | 163       | Stillwater          | 1849     | Eines der neun ursprünglichen Countys                                       | George Washington (1732–1799), erster Präsident der USA (1789–1797)                                                                                  | 238.136        | 1.014 km²  |       |
| Watonwan          | 165       | Saint James         | 1860     | Brown County                                                                | Der Watonwan River durchfließt das County. | 11.211         | 1.125 km²  |       |
| Wilkin            | 167       | Breckenridge        | 1858     | Cass County, Pembina County                                                 | Alexander Wilkin (1820–1864), Politiker in Minnesota und Militär, fiel im Amerikanischen Bürgerkrieg                                                 | 6.576          | 1.946 km²  |       |
| Winona            | 169       | Winona              | 1854     | Fillmore County, Wabasha County                                             | Wee-No-Nah, Verwandte des Indianerhäuptlings Wabasha III                                                                                             | 51.461         | 1.622 km²  |       |
| Wright            | 171       | Buffalo             | 1855     | Cass County, Sibley County                                                  | Silas Wright (1795–1847), US-Senator von New York (1833–1844)                                                                                        | 124.700        | 1.711 km²  |       |
| Yellow Medicine   | 173       | Granite Falls       | 1871     | Redwood County                                                              | Der Yellow Medicine River durchfließt das County. | 10.438         | 1.963 km²  |       |